# Walter de Heliun
Walter de Heliun († zwischen Mai und 31. Dezember 1300) war ein englischer Richter.

## Herkunft
Walter de Heliun stammte wahrscheinlich aus Gloucestershire. 1253 beanspruchte er als Teil des Erbes von Basilia, einer Tochter von Peter of Edgeworth, einen Teil des Gutes von Edgeworth in Gloucestershire. 1269 erwarb er von William of Westbury in Edgeworth Landbesitz. 1284 oder 1285 wurde er zusammen mit Stephen of Edgeworth als Vasall von William de Mountchesney genannt. 1287 erwarb Heliun erneut beträchtlichen Landbesitz in Edgeworth. Daneben erwarb er unter anderem in Norcott bei Preston weiteren Landbesitz in Gloucestershire. Heliun war zweimal verheiratet. Mit seiner zweiten Frau Alice erwarb er gemeinsam einen Teil seines Grundbesitzes. 

## Aufstieg zum Richter
1255 diente Heliun als Vertreter des Richters Henry of Bath, so dass er zu dieser Zeit vermutlich schon als Schreiber für den Richter diente. Vor 1259 wechselte Heliun in den Dienst von Robert Walerand, einem Steward of the Household von König Heinrich III. Vermutlich in dieser Funktion wurde ihm 1265 nach dem Sieg der königlichen Partei im Krieg der Barone die Führung der Schriftrolle anvertraut, auf der die Vergabe von beschlagnahmten Ländereien der Rebellen festgehalten wurde. Nach dem Tod von Robert Walerand 1273 diente er als einer seiner Testamentsvollstrecker. Zwischen 1268 und 1272 diente Heliun als Richter bei der von Gilbert of Preston geleiteten Gerichtsreise. Diese Ernennung verdankte er aber wohl vor allem seinem Dienstherrn Walerand als seinen juristischen Kenntnissen. Vermutlich diente er um 1273 kurzzeitig als Richter am King’s Bench, doch dann gehörte er zu den Richtern, mit denen Ralph de Hengham 1273 Gerichtsverfahren an Assize Courts in 25 Grafschaften durchführte. 1274 sandte ihn König Eduard I. als Bote zu seinen Vertretern beim Konzil von Lyon. In den nächsten Jahren stand Heliun wahrscheinlich weiter im Dienst des Königs, der ihn 1275 und 1277 als Bote zu den Richtern am Common Bench sandte. 1278 gehörte er einer Kommission an, die von der jüdischen Bevölkerung in England die Steuer der Tallage erheben sollte.

## Tätigkeit als Richter
Im Herbst 1278 wurde Heliun zum Richter am Common Bench ernannt. Seine Ernennung verdankte er wieder weniger seinen juristischen Kenntnissen, sondern sie war vielmehr eine Belohnung für einen loyalen und verdienten Schreiber und Ratgeber des Königs. In den Berichten über die Prozesse am Common Bench wird er fast gar nicht erwähnt. Bereits im Frühjahr 1281 schied er aus unbekannten Gründen wieder aus dem Richteramt aus.

## Tätigkeit für Edmund of Lancaster und für andere Magnaten
1283 gehörte Heliun zu den führenden Ratgebern von Edmund, 2. Earl of Cornwall, und 1288 wird er als Verwalter der Besitzungen der Erzbischöfe von Canterbury in Sussex erwähnt. Dazu gehörte er zu den Ratgebern der Königinmutter Eleonore von der Provence. Vor allem aber war er für Earl Edmund of Lancaster tätig. 1285 sollte er zusammen mit Roger Brabazon Beschwerden gegen Verwalter von Lancaster nachgehen. 1290 gehörte er wohl im Auftrag des Earls einem Ausschuss an, der die Grenze zwischen einem Gut von Lancaster und einem Gut des Abtes von Hyde Abbey festlegen sollte. 1291 sollte er in einem Streit zwischen Untertanen von Lancaster in Leicester und Untertanen des Bischofs von Lincoln vermitteln. 1292 wurde er zu einem der beiden Generalbevollmächtigten von Lancaster ernannt, als dieser für einen längeren Aufenthalt in Frankreich England verließ. 1294 löste er Brabazon als Mitglied eines Ausschusses ab, in dem er die Ansprüche von Lancaster auf ein Gut des entlassenen Richters Thomas Weyland gegen die Ansprüche des Earls of Norfolk vertreten sollte. Nach dem Tod von Lancaster 1296 beanspruchte dessen Witwe Blanche Landbesitz als Teil ihres Wittums, den Lancaster zuvor Heliun übergeben hatte.
Heliun wird letztmals im Mai 1300 erwähnt und war vor Anfang 1301 gestorben.